# Xylidine
Die Xylidine (auch Aminoxylole oder Dimethylaniline genannt) sind aromatische Amine mit der allgemeinen Formel C6H3(CH3)2NH2 oder als Summenformel C8H11N, von denen es sechs Konstitutionsisomere gibt. Man kann sie als Amino-Derivate der Xylole auffassen. Sie entstehen u. a. als Nebenprodukte bei der fraktionierten Destillation von Steinkohlenteer.

## Struktur und Eigenschaften
Die Xylidine sind normalerweise gelbliche Flüssigkeiten (mit Ausnahme des Feststoffs 3,4-Xylidin) und besitzen einen aminartigen Geruch. Sie verfärben sich bei Lichteinwirkung und Luftkontakt. Sie sind schwer löslich in Wasser, löslich in Ethanol und Ether. Xylidine sind zumeist giftig.
| Gefahrensymbol | Gefahrensymbol | Gefahrensymbol |

| Gefahrensymbol | Gefahrensymbol |

| Gefahrensymbol |

| Gefahrensymbol | Gefahrensymbol | Gefahrensymbol |

## Vorkommen
2,3, 2,5-,2,6- und 3,4-Dimethylanilin kommen natürlich in Tabak vor.

## Darstellung
Technisch werden Xylidine durch Umsetzung eines Isomerengemisches der Xylole gewonnen. Durch Nitrierung bilden sich daraus die Nitroxylole, aus denen durch Reduktion die Xylidine zugänglich sind. Das Produkt ist dabei ein Isomerengemisch. Zur Trennung dieses Gemisches wird Salzsäure zugesetzt, wobei sich ein Kristallbrei abscheidet, der im Wesentlichen aus dem Hydrochlorid des 2,6-Xylidins besteht.

## Verwendung

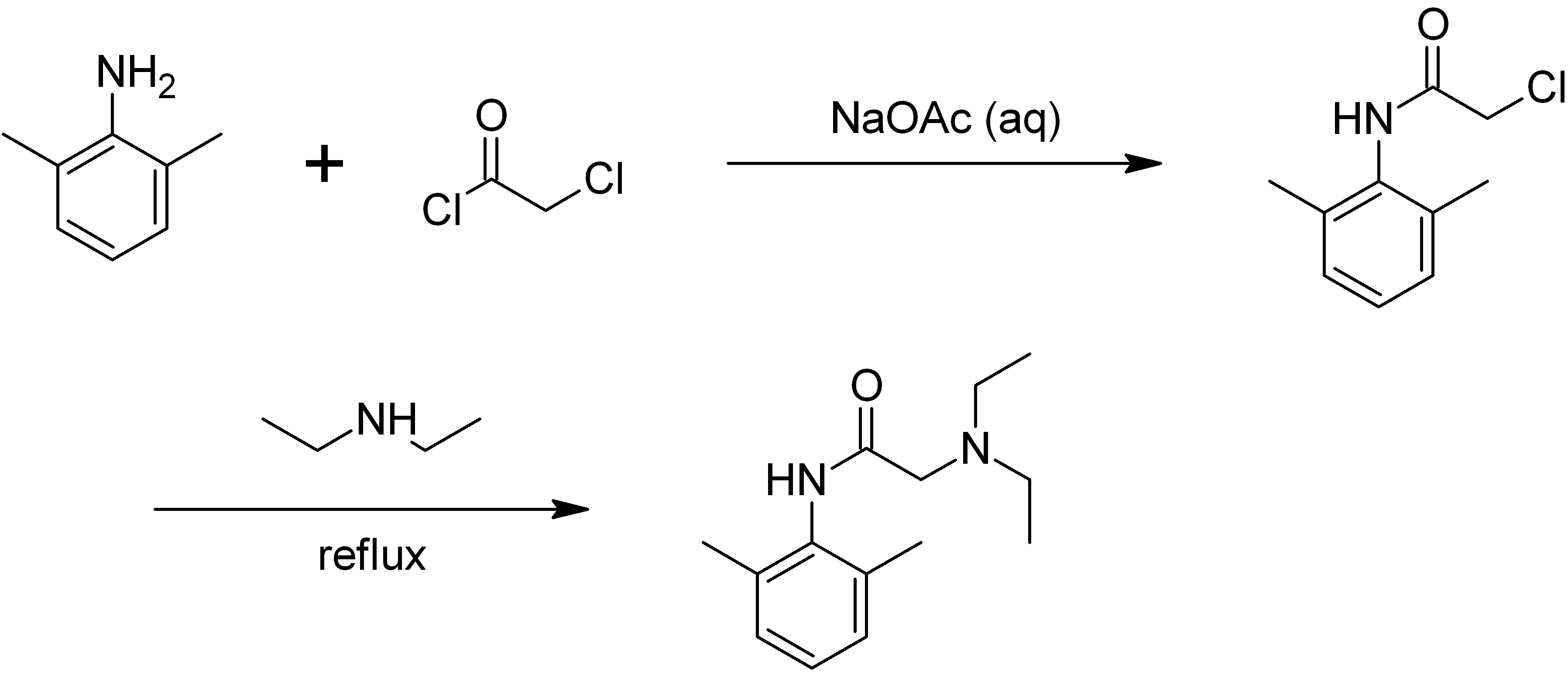
Synthese von Lidocain aus 2,6-Xylidin

Im Allgemeinen werden die Xylidine zur Produktion von Farbstoffen, Pestiziden und anderen Chemikalien verwendet. Ferner wird das 2,3-Isomer zur Herstellung von Mefenaminsäure eingesetzt, das 2,6-Isomer zu Anästhetika umgesetzt (z. B. Lidocain) und das 3,4-Isomer zu Vitamin B2. Das technische Xylidin findet fast ausschließlich zur Darstellung von Azofarbstoffen Anwendung, es wurde jedoch auch als Bestandteil des Raketentreibstoffs Tonka verwendet.